# Wanda Traczyk-Stawska

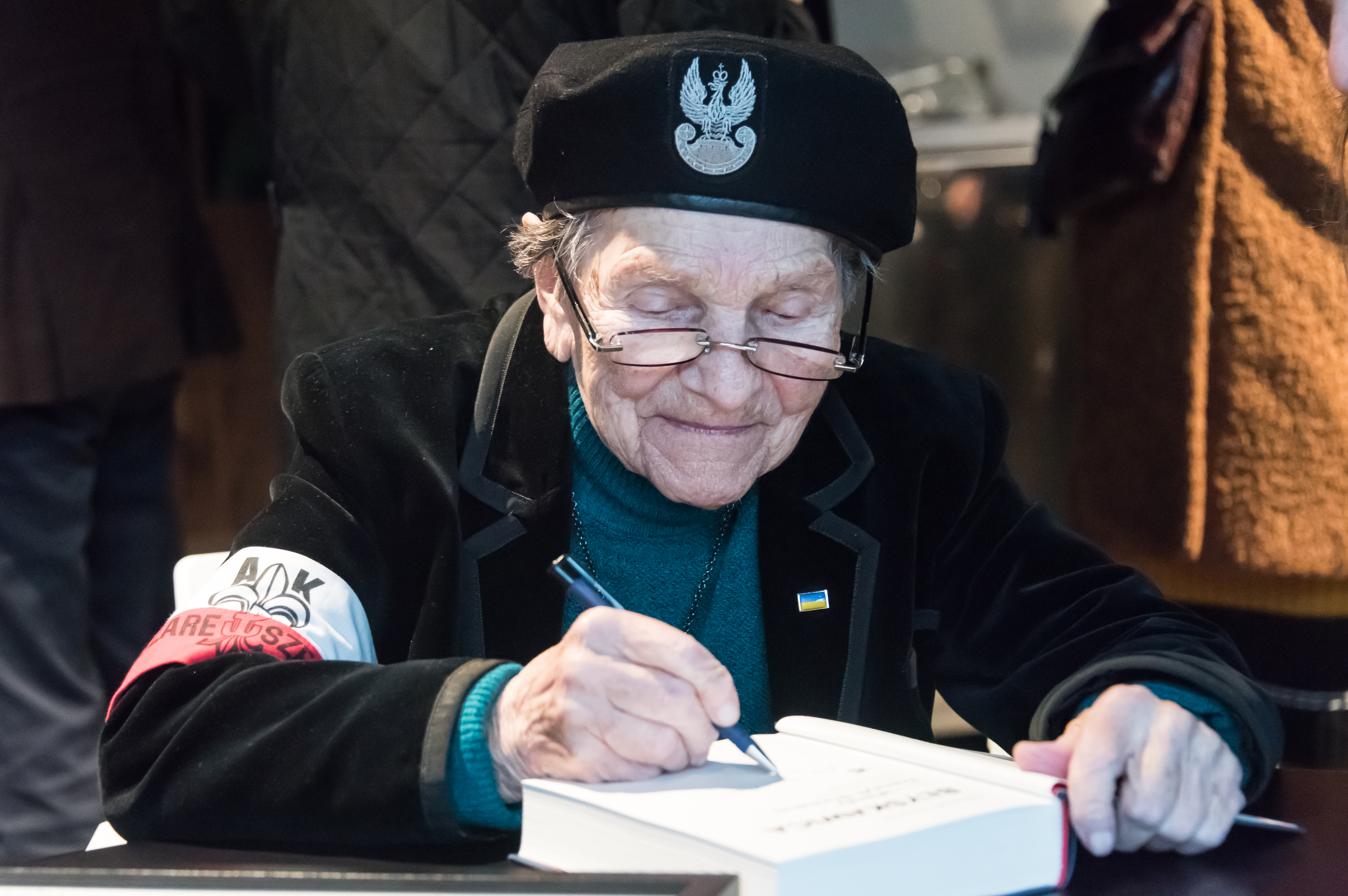
Wanda Traczyk-Stawska podpisująca książkę Błyskawica w Izbie Pamięci przy Cmentarzu Powstańców Warszawy (2022)

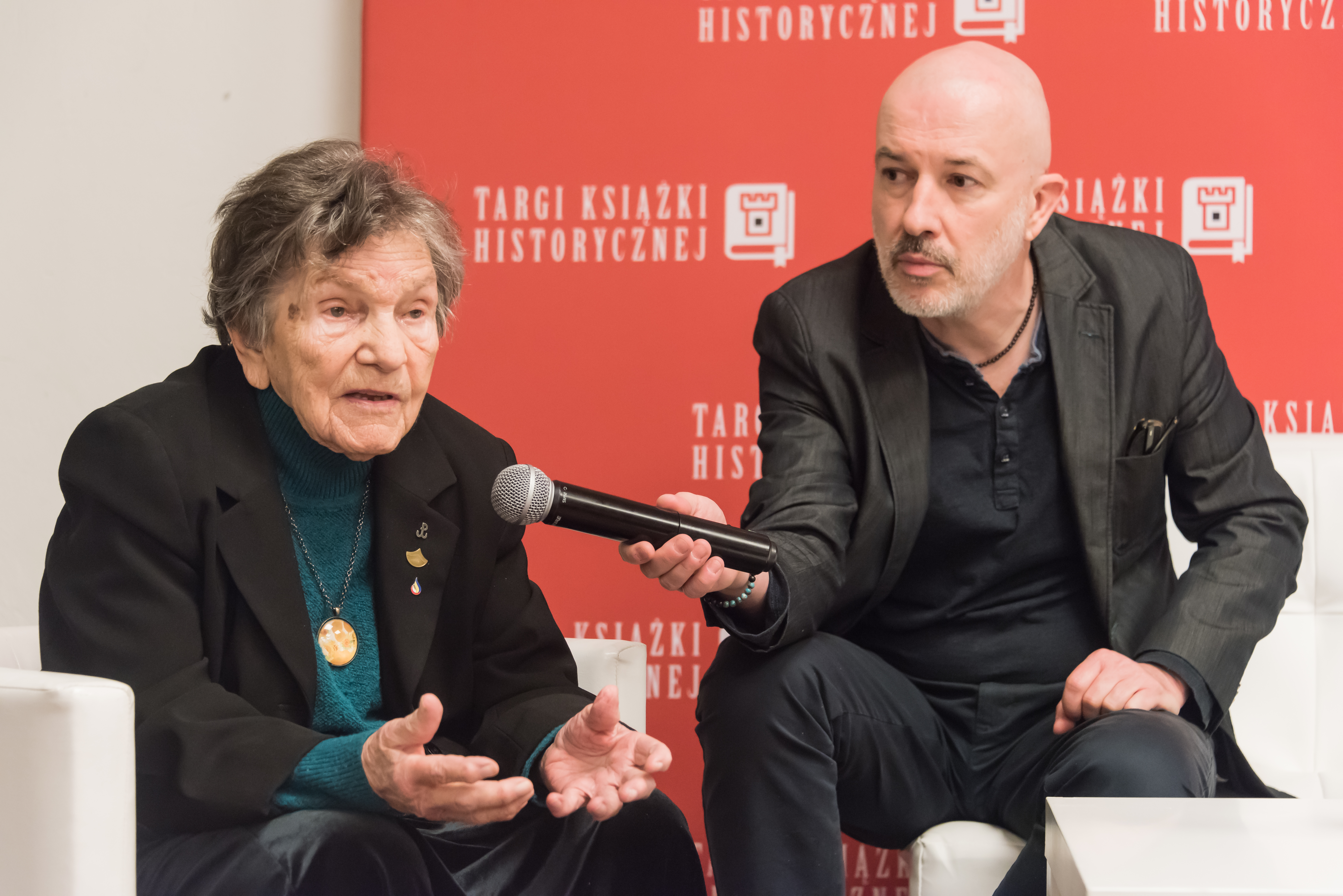
Z Michałem Wójcikiem podczas XXX Targów Książki Historycznej w Warszawie (2022)

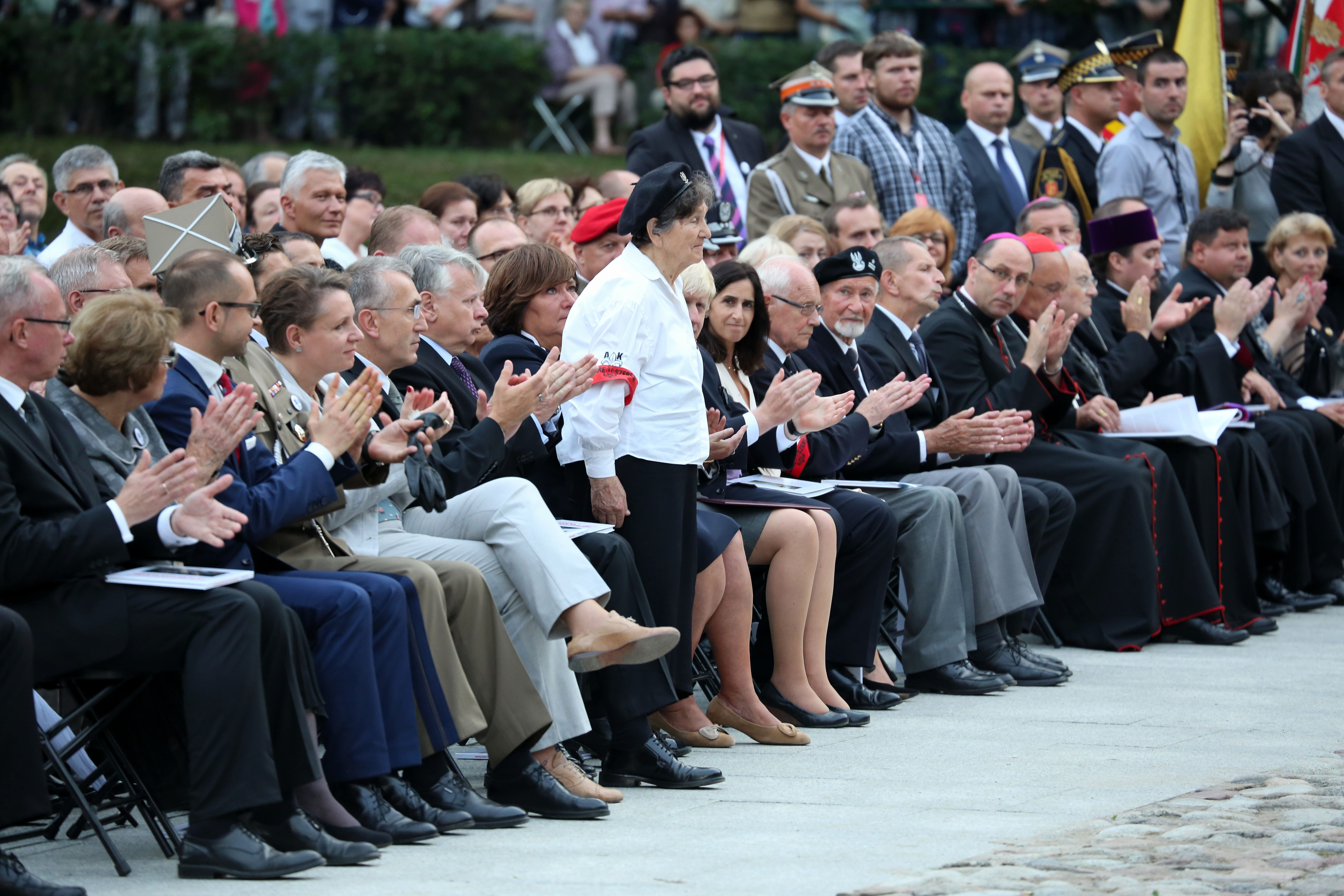
Wanda Traczyk-Stawska podczas obchodów 70. rocznicy wybuchu powstania warszawskiego pod pomnikiem Polegli Niepokonani w Warszawie (2014)

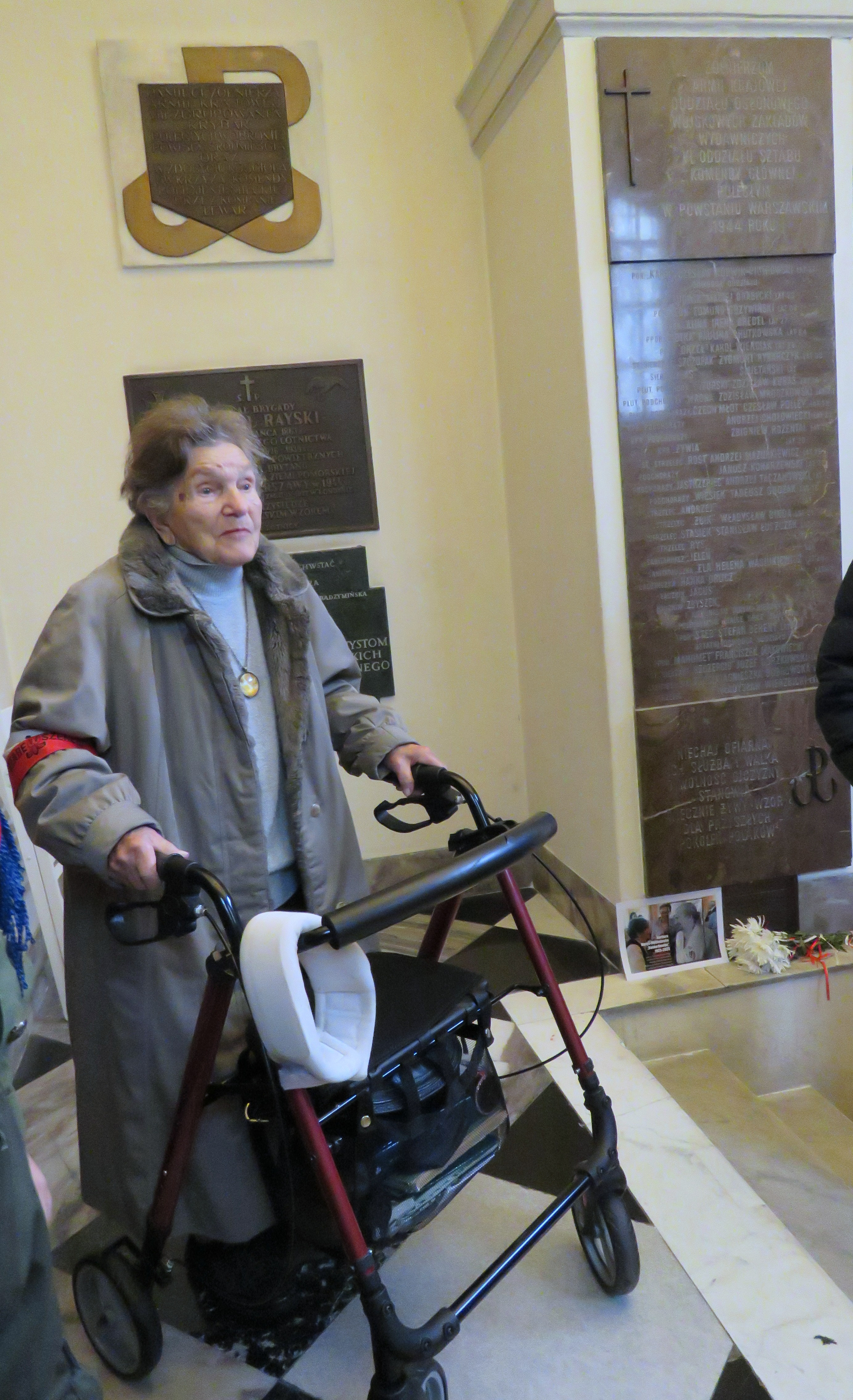
Wanda Traczyk-Stawska podczas warty honorowej przed tablicą upamiętniającą poległych żołnierzy Oddziałów Osłonowych Wojskowych Zakładów Wydawniczych (WZW) Biura Informacji i Propagandy Komendy Głównej AK w bazylice Świętego Krzyża w Warszawie (2023)

Wanda Traczyk-Stawska ps. „Pączek”, „Atma” (ur. 7 kwietnia 1927 w Warszawie) – polska psycholożka, nauczycielka, działaczka społeczna, członkini Szarych Szeregów, żołnierz Armii Krajowej, uczestniczka powstania warszawskiego, przewodnicząca Społecznego Komitetu ds. Cmentarza Powstańców Warszawy.

## Życiorys
Jest córką Szczepana i Bronisławy. Uczęszczała do Szkoły Powszechnej nr 65 przy ul. Białołęckiej 36 (obecnie ul. Bartnicza 2) na Bródnie, skąd po trzech latach przeniosła się do szkoły nr 33 przy ul. Grottgera 22 na Mokotowie. Tam należała do 42. Drużyny Harcerskiej im. Żwirki i Wigury.  Przed wojną mieszkała z rodziną przy ul. Dolnej.
W czasie okupacji niemieckiej od 1942 roku działała w konspiracji niepodległościowej. Jako członek Szarych Szeregów brała udział w małym sabotażu oraz w akcji „N”. M.in. dostarczała konfidentom listy ostrzegające, że w przypadku niezaprzestania działalności zostaną wykonane na nich wyroki śmierci.
W powstaniu warszawskim brała udział jako strzelec i łączniczka Oddziałów Osłonowych Wojskowych Zakładów Wydawniczych (WZW) – Biura Informacji i Propagandy – Komendy Głównej Armii Krajowej. Był to oddział dyspozycyjny Antoniego Chruściela ps. „Monter” kierowany do wspierania oddziałów powstańczych w Śródmieściu Północnym. Walczyła także w Śródmieściu Południowym i Powiślu, m.in. o utrzymanie elektrowni. 6 września 1944 została ciężko ranna na ul. Smolnej.
Po kapitulacji powstania trafiła do niewoli niemieckiej; była jeńcem Stalagu VIII B Lamsdorf, Stalagu IV B, Stalagu IV E i Stalagu VI C.
W 1947 wróciła do Polski. Ukończyła studia na Wydziale Psychologii Uniwersytetu Warszawskiego i podjęła pracę w Szkole Specjalnej nr 6 dla dzieci specjalnej troski na Pradze. Przez wiele lat pracowała jako nauczycielka w Podstawowej Szkole Specjalnej nr 3 przy ul. Ząbkowskiej 43. Zajmowała się również odszukiwaniem mogił powstańczych na terenie miasta. Była inicjatorką opieki nad cmentarzem Powstańców Warszawy, współinicjatorką ustanowienia w 2015 przez Sejm dnia 2 października Dniem Pamięci o Cywilnej Ludności Powstańczej Warszawy oraz inicjatorką budowy izby pamięci w parku Powstańców Warszawy.
Pełni funkcję przewodniczącej Społecznego Komitetu ds. Cmentarza Powstańców Warszawy przy Światowym Związku Żołnierzy Armii Krajowej.
W 2018 poparła protest osób niepełnosprawnych w Sejmie; próbowała spotkać się z uczestnikami, jednak nie została wpuszczona do gmachu parlamentu. Podczas wyborów prezydenckich w Polsce w 2020 roku wystąpiła w materiale nagranym na potrzeby kampanii Rafała Trzaskowskiego. W październiku 2020 wsparła protest przeciwko zaostrzeniu przepisów dotyczących aborcji w Polsce i zaprotestowała przeciwko użyciu symbolu znaku Polski Walczącej przez Jarosława Kaczyńskiego podczas wygłoszonego oświadczenia. 10 października 2021 roku wzięła udział i zabrała głos podczas protestu na placu Zamkowym w Warszawie po orzeczeniu Trybunału Konstytucyjnego w sprawie wyższości Konstytucji nad prawem Unii Europejskiej. Podczas obchodów 79. rocznicy wybuchu powstania warszawskiego wygłosiła przemówienie, w którym apelowała o przestrzeganie Konstytucji RP i ścisłą współpracę z Niemcami, na rzecz wsparcia dla Ukrainy, broniącej swojego terytorium przed agresją rosyjską.
Po śmierci 16 października 2024 Witolda Kruczka, ps. „Kruk” jest ostatnią żyjącą członkinią powstańczego Oddziału Osłonowego Wojskowych Zakładów Wydawniczych (WZW) Biura Informacji i Propagandy Komendy Głównej Armii Krajowej.

## Życie prywatne
W 1951 poślubiła starszego o trzy lata więźnia norweskiego obozu koncentracyjnego z czasów II wojny światowej.  Ma syna i córkę, oboje są muzykami.
Doczekała się cztech wnucząt i jednego prawnuka. W listopadzie 2023 zamieszkała na stałe w Domu Pomocy Społecznej „Kombatant” w Warszawie. Samodzielnie porusza się przy pomocy balkonika, czyli specjalnego chodzika pomagającego jej w przemieszczaniu się.

## Upamiętnienia
- Jest bohaterką filmów dokumentalnych Portret żołnierza (Portrait of a Soldier) z 2015[27] i Wanda. Ostatnia z oddziału z 2024[28].
- (wywiad rzeka) Błyskawica. Historia Wandy Traczyk-Stawskiej – żołnierza powstania warszawskiego[29] udzielony Michałowi Wójcikowi.

## Odznaczenia i wyróżnienia
- Krzyż Kawalerski Orderu Odrodzenia Polski (2009)[30]
- Krzyż Walecznych[31]
- Krzyż Armii Krajowej
- Odznaka Honorowa „Zasłużony dla Mazowsza” (2023)[32]
- Medal „Opiekun Miejsc Pamięci Narodowej” (2024)[33]
- Order Uśmiechu (2024)[34]
- Krzyż Zasługi na Wstędze Orderu Zasługi Republiki Federalnej Niemiec (2015)[35][36][37]
- Honorowe obywatelstwo miasta stołecznego Warszawy (2017)[38][39]
- „Stołek” „Gazety Stołecznej” (2015, za przywrócenie pamięci o cmentarzu Powstańców Warszawy na Woli)[40]
- Złota Odznaka ZNP (2019)[41]
- Nagroda „Korony Równości” w kategorii „Zaangażowanie społeczne” przyznana w plebiscycie Kampanii Przeciw Homofobii za zaangażowanie w walkę o równe prawa dla społeczności LGBT (2020)[42][43][44]
- Honorowa Nagroda w ramach IX edycji Nagrody im. Jana Rodowicza „Anody” (2021, przyznana przez Muzeum Powstania Warszawskiego)[45]
- Nagroda czytelników i czytelniczek w plebiscycie Superbohaterki magazynu „Wysokie Obcasy” (2021)[46][47][48]
- Laureatka konkursu Warszawianka Roku (2021)[49]
- Laureatka Nagrody im. Janusza Korczaka w kategorii „osoby publiczne”[50]